# Carmelo Camet
Carmelo Félix Camet (29. oktober 1904 i Paris – 22. juli 2007 i Buenos Aires) var en argentinsk fægter som deltog i de olympiske lege 1928 i Amsterdam. 
Camet vandt en bronzemedalje i fægtning under Sommer-OL 1928 i Amsterdam. Han var med på det argentinske hold som kom på en tredjeplads i holdkonkurrencen i fleuret efter Italien og Frankrig. De andre på holdet var Roberto Larraz, Raúl Anganuzzi, Héctor Lucchetti og Luis Lucchetti.